# Інтерполятор
Інтерполя́тор (рос. интерполятор, англ. interpolator, нім. Interpolator m) — аналоговий або дискретний обчислювальний пристрій для інтерполяції функцій, встановлення координат точки, яка безперервно рухається по кривій з заданими параметрами на площині або у просторі.
Найпростішим прикладом аналогового лінійного інтерполятора є потенціометр, при цьому, якщо напруга пропорційна довжині робочого ходу інструмента, то сигнал з повзунка потенціометра буде пропорційним поточному положенню інструмента.